# Han Seung-hyeong
Han Seung-hyeong (sinh ngày 10 tháng 11 năm 1993) là một cầu thủ bóng đá người Hàn Quốc. Anh thi đấu cho Nara Club.

## Thống kê câu lạc bộ
Cập nhật đến ngày 23 tháng 2 năm 2017.
| Thành tích câu lạc bộ | Thành tích câu lạc bộ | Thành tích câu lạc bộ | Giải vô địch | Giải vô địch | Cúp                   | Cúp                   | Tổng cộng | Tổng cộng |
| Mùa giải              | Câu lạc bộ            | Giải vô địch          | Số trận      | Bàn thắng    | Số trận               | Bàn thắng             | Số trận   | Bàn thắng |
| Nhật Bản              | Nhật Bản              | Nhật Bản              | Giải vô địch | Giải vô địch | Cúp Hoàng đế Nhật Bản | Cúp Hoàng đế Nhật Bản | Tổng cộng | Tổng cộng |
| --------------------- | --------------------- | --------------------- | ------------ | ------------ | --------------------- | --------------------- | --------- | --------- |
| 2016                  | Matsumoto Yamaga      | J2 League             | 1            | 0            | 0                     | 0                     | 1         | 0         |
| 2017                  | Kataller Toyama       | J3 League             | 8            | 0            | 0                     | 0                     | 1         | 0         |
| Tổng                  | Tổng                  | Tổng                  | 9            | 0            | 0                     | 0                     | 9         | 0         |